# Laing O’Rourke
Laing O’Rourke ist ein britisches Bauunternehmen. Das 1978 von Ray O’Rourke gegründete Unternehmen ist heute der größte private Baukonzern von Großbritannien.
2011 übernahm O’Rourke Laing Construction von der John Laing plc für einen symbolischen Pfund.
Ende 2015 trat die Vorstandschefin Anna Stewart unerwartet zurück.

## Projekte (Auswahl)

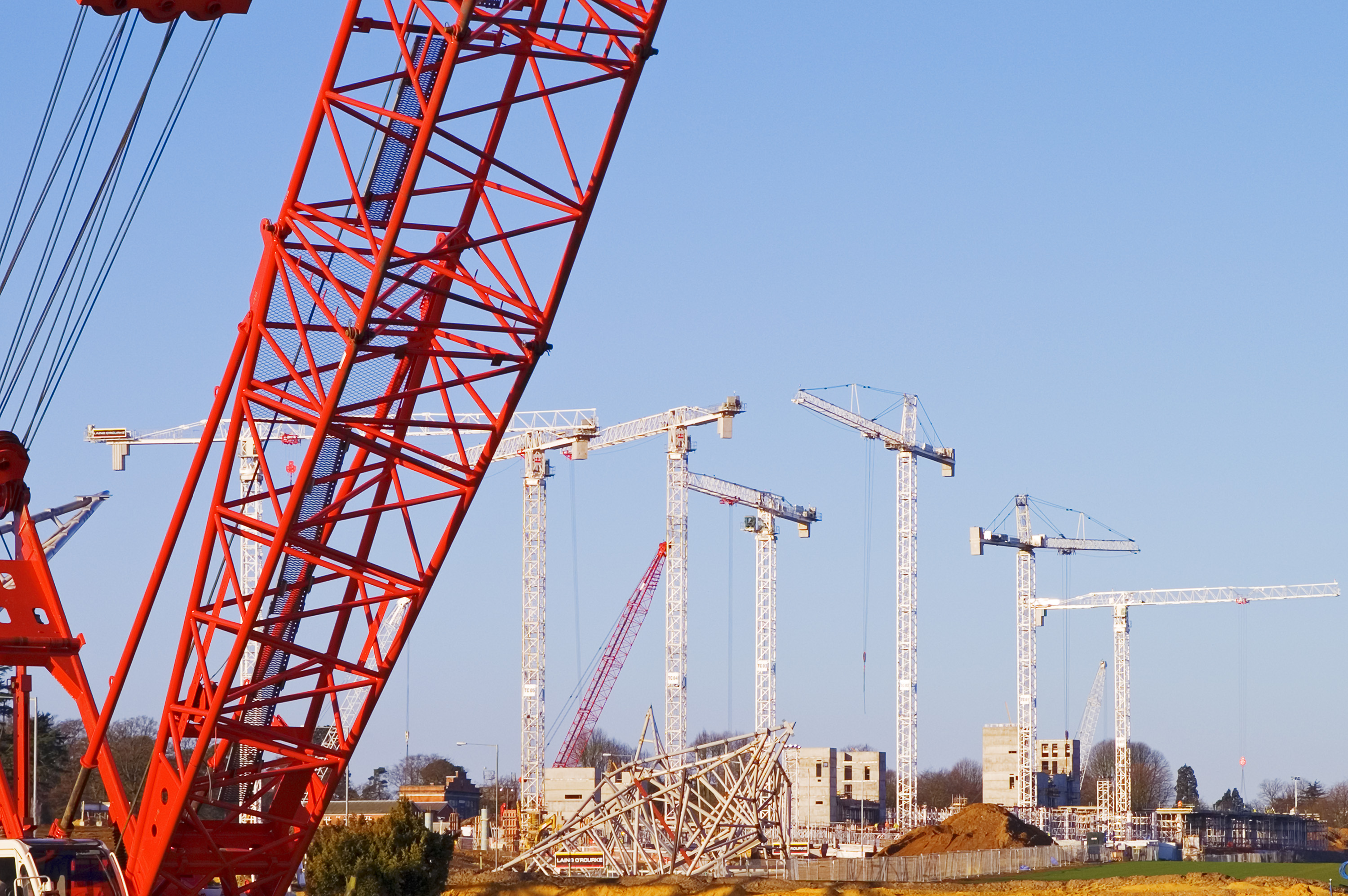
Kräne von Laing O’Rourke beim Neubau des Royal Ascot.

- Heathrow-Terminal 5, 2008 fertiggestellt[4]
- Atlantis Dubai, 2009 fertiggestellt[5]
- Francis Crick Institute, 2016 fertiggestellt[6]